# Trần Minh Tiết (thẩm phán)
Trần Minh Tiết (28 tháng 12 năm 1922 – 18 tháng 4 năm 1986) là luật sư và thẩm phán Việt Nam Cộng hòa, từng giữ chức Ủy viên Nội vụ và Tổng Ủy viên Tư pháp dưới thời Nguyễn Cao Kỳ rồi sau này là Chủ tịch Tối cao Pháp viện dưới thời Đệ Nhị Cộng hòa. 

## Tiểu sử

### Thân thế và học vấn
Trần Minh Tiết sinh ngày 28 tháng 12 năm 1922 tại tỉnh Gia Định, Nam Kỳ, Liên bang Đông Dương.
Ông tốt nghiệp Tú tài Trường Pétrus Ký năm 1944 và Cử nhân Luật khoa tại Trường Đại học Luật khoa Sài Gòn năm 1949. Ra trường hành nghề luật sư, biện lý Tòa Sơ thẩm Sài Gòn rồi sau lên làm thẩm phán tư pháp cao cấp trước khi ra tham chính vào năm 1965.

### Hoạt động tư pháp
Ông từng tham gia khóa Hội thảo về Bảo vệ Nhân quyền và điều hành tài phán hình sự tại Wellington năm 1961 và Hội nghị Hòa bình Thế giới qua Luật pháp tại Washington, D.C. năm 1965 và Genève năm 1967. Đồng thời tham dự khóa họp đầu tiên của Hiệp hội Thế giới các Thẩm phán tại Genève vào tháng 7 năm 1967 và Khóa họp thường niên của Liên hiệp Luật sư Đoàn tại San Francisco vào tháng 7 năm 1967 và Honolulu vào tháng 8 năm 1967. Bên cạnh đó, ông còn hướng dẫn một phái đoàn thẩm phán cao cấp đi quan sát nền tư pháp tại Philippines, Trung Hoa Dân Quốc và Hàn Quốc vào tháng 6 năm 1967.
Ông cũng là Chủ tịch Ủy ban Soạn thảo Bộ Dân sự Tố tụng và Ủy ban Nghiên cứu Pháp luật. Chủ trương "Tòa đến với dân" và thanh tra sâu rộng các Tòa án. Thiết lập các phiên xử lưu động cấp Sơ thẩm và Thượng thẩm. Góp phần phổ biến sách chỉ dẫn luật pháp thường thức nhằm giáo dục dân chúng tại nông thôn với phương châm "Biết Luật mới trọng Luật và tin tưởng nơi sự che chở của Luật pháp".

### Sự nghiệp chính trị
Ngày 19 tháng 6 năm 1965, Nguyễn Cao Kỳ đứng ra lập nội các chiến tranh, ông được mời giữ chức Ủy viên Nội vụ trong nội các này. Ngày 29 tháng 7 năm 1966, ông đổi sang làm Tổng Ủy viên Tư pháp và tại nhiệm cho đến lúc nội các Nguyễn Văn Lộc thành lập ngày 9 tháng 11 năm 1967. 
Năm 1968, Quốc hội họp tại Sài Gòn và theo bản Hiến pháp mới vừa được thông qua, đã chọn ông và tám người khác làm Thẩm phán mới của Tối cao Pháp viện. Chỉ có "luật sư, kiểm sát viên và thẩm phán chủ tọa" đủ điều kiện. Trong số những người được chọn, chỉ có ba người bao gồm chính ông nhận được hơn 100 phiếu bầu của Quốc hội. Thành viên Quốc hội hành động như vậy mặc dù trong giai đoạn từ năm 1967 đến năm 1968, ông từng "công khai chỉ trích Tổng thống Nguyễn Văn Thiệu và chính quyền này". Ông trở nên "nổi tiếng vì sự trung thực và tính độc lập". Sau khi Quốc hội thành lập Tối cao Pháp viện, chín thành viên mới đã nhất trí bầu chọn thẩm phán Trần Văn Linh làm vị Chủ tịch đầu tiên. Ít lâu sau, ông kế nhiệm Trần Văn Linh lên làm Chủ tịch Tối cao Pháp viện thứ 2 từ năm 1969 đến năm 1971. Sau khi thôi làm Chủ tịch, ông quay về lại với chức Thẩm phán Tối cao Pháp viện cho đến tận những ngày cuối tháng 4 năm 1975.
Hiến pháp Việt Nam Cộng hòa năm 1967 có các điều khoản về Tối cao Pháp viện. Định chế này được mô tả là "tòa phúc thẩm cao nhất có thẩm quyền thông qua tính hợp hiến của luật pháp". Pháp viện cũng sẽ hoạt động như "người ra phán quyết cuối cùng trong cuộc bầu cử tổng thống [với] quyền cấm các chính đảng". Quốc hội bầu chọn thành viên của Tối cao Pháp viện sau quá trình sàng lọc kỹ lưỡng. "[T]ối cao Pháp viện về mặt pháp lý trở nên ngang hàng với các nhánh lập pháp và hành pháp [theo] Hiến pháp năm 1967" nhưng tổng thống vẫn giữ được những quyền hành to lớn. “Nguyên tắc thống trị hành pháp” rất mạnh trong nền chính trị Việt Nam và quyền lực của tổng thống thường kiểm soát về mặt này.
Năm 1970, Tối cao Pháp viện, trong số những vấn đề khác, tuyên bố "thuế thắt lưng buộc bụng" hiện tại do chế độ Thiệu ban hành như một phần của chính sách kinh tế lúc đó theo luật là vi hiến. Phán quyết pháp lý này buộc chính phủ "phải thử một loại thuế cân bằng làm biện pháp chống lạm phát thay thế". Trong một trường hợp khác, Tối cao Pháp viện ra phán quyết "tòa án quân sự đặc biệt [là] vi hiến".

### Vụ án Trần Ngọc Châu
Ông còn là người chỉ đạo trong phán quyết của Tối cao Pháp viện liên quan đến vụ án Trần Ngọc Châu đầy tranh cãi năm 1970. Tổng thống Thiệu quyết tâm truy tố Châu tại tòa án rồi sau đó tống ông này vào tù, bất chấp đặc quyền miễn tố dành cho Châu với tư cách là dân biểu Hạ nghị viện. Thiệu bèn gây áp lực chính trị mạnh mẽ lên cơ quan lập pháp và buông lời đe dọa thành viên của cơ quan này. Do đó, Châu liền bị bắt và đưa ra tòa án quân sự xét xử. Tuy nhiên, Tối cao Pháp viện đã tuyên bố bản án tù của Châu là vô hiệu. Một nhà bình luận cho rằng vụ án này giúp tạo dựng "quyền lực tối cao của cơ quan tư pháp dân sự đối với cơ quan tư pháp quân sự" và hơn nữa "tuyên bố tính độc lập của cơ cấu lập pháp và tư pháp". Mặc dù "Tối cao Pháp viện ra phán quyết rằng bản án này là bất hợp pháp... nhưng lại không ra lệnh trả tự do cho Trần Ngọc Châu".
"Tối cao Pháp viện không phải là rào cản nghiêm trọng đối với việc hành pháp lạm dụng quyền lực, và thành viên của cơ quan này cũng không đưa ra những lời tuyên bố như vậy. Nhưng định chế cấy ghép theo kiểu Mỹ này đã cung cấp một con đường nhằm khắc phục trước những hành vi vi phạm Hiến pháp của chính phủ. ... Vì Châu có thể ra làm chứng, sự tinh tế trong tuyên bố của Tối cao Pháp viện không đảm bảo là ông được thả ra khỏi nhà tù... . ¶ [Dù vậy] lần đầu tiên, cơ quan hành pháp [không] có quyền lực tối cao tuyệt đối".

### Sau 30 tháng 4 năm 1975
Sau biến cố 30 tháng 4 năm 1975, ông bị chính quyền cộng sản bắt đưa đi học tập cải tạo tại Trại cải tạo Long Thành. Cùng với ông là "hàng trăm thẩm phán cao cấp, thành viên nội các, thượng nghị sĩ, dân biểu, tỉnh trưởng, quận trưởng, trưởng phòng các sở hành chính và kỹ thuật khác nhau, và các nhà lãnh đạo chính đảng" thuộc chế độ cũ. Họ buộc phải lao động và học tập những chỉ thị mới liên quan đến hệ tư tưởng của đảng cầm quyền. Sau nhiều năm cải tạo tại Long Thành, ông bị chuyển sang Trại giam Thủ Đức mãi cho đến đầu thập niên 1980 mới được trả tự do.

### Ra tù và qua Mỹ định cư
Thoát khỏi sự giam cầm của nhà cầm quyền cộng sản, cuối cùng ông được phép rời khỏi đất nước. Đầu tiên ông qua Pháp định cư rồi ít lâu sau cùng gia đình di cư sang Mỹ. Ông qua đời ngày 18 tháng 4 năm 1986 tại Monterey Park, California, hưởng thọ 63 tuổi.

## Đời tư
Trần Minh Tiết là tín hữu Công giáo. Ông đã lập gia đình và có hai cậu con trai cùng một cô con gái.

## Trùng tên
Một người khác cũng mang tên này là cựu giáo sư và học giả Trần Minh Tiết (1918–1990). Ông là tác giả của một số cuốn sách viết về chính trị Việt Nam và châu Á.